# Idioma español en Trinidad y Tobago

Bandera de Trinidad y Tobago.

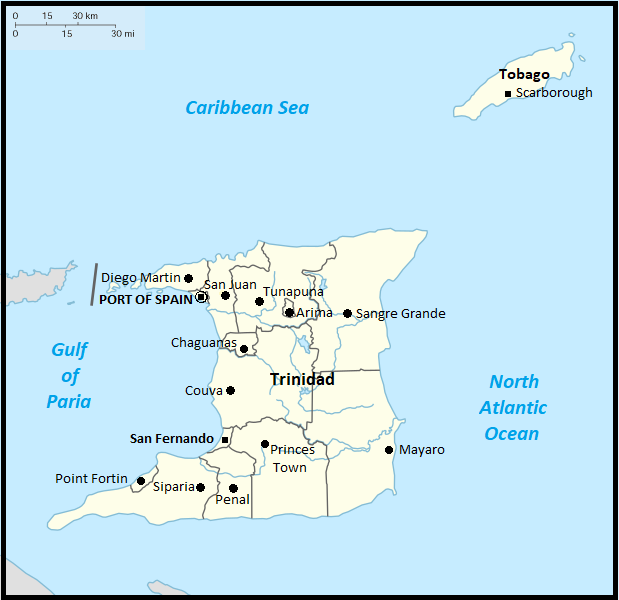
Mapa de Trinidad y Tobago.

El idioma español en Trinidad y Tobago es hablado por una minoría significativa de la población, que ha crecido sustancialmente gracias a la inmigración masiva de venezolanos debido a la crisis que viene sufriendo dicho país en la última década. Otros idiomas de habla local son el inglés (oficial) y otras lenguas no oficiales como el bhojpuri, el arahuaco, el creole francés y otros. Además, el español en este país caribeño tiene un estatuto especial, se promueve su estudio y enseñanza en los centros educativos, lo que le permite sobre todo tener buenas relaciones con otros países sudamericanos sobre todo con la cercana Venezuela. 
La música parang (parranda, en español) caracteriza la Navidad  de Trinidad y Tobago y se refleja en canciones tradicionales en español y danzas folclóricas hispanas. Se discute el origen del "parang". Algunos mantienen que la costumbre fue introducida por España durante la época colonial española de Trinidad (1498-1797). Otros creen que sus raíces están en los intercambios comerciales con Venezuela. En Navidad muchas bandas de "parang" cantan por todo el país y se baila al son de esta música.

## Resumen general
El inglés es la lengua oficial de Trinidad y Tobago. Algunos indotrinitobaguenses hablan hindi, el cual se usa ampliamente en la música popular. El idioma más hablado es el inglés de Trinidad. Este se clasifica como dialecto del inglés o como inglés criollo (inglés criollo trinitense). El idioma principalmente hablado en Tobago es el inglés criollo de Tobago. Ambas lenguas contienen elementos africanos; el inglés de Trinidad también tiene influencias del francés y el hindi. Estas lenguas criollas se hablan normalmente en situaciones informales únicamente, y no hay un sistema normalizado de escritura.
Aunque el francés criollo fue la lengua más extendida en la isla, hoy apenas se utiliza. Debido a la proximidad de Trinidad y Tobago con la costa de Venezuela, el país está desarrollando lentamente una relación con los pueblos hispanohablantes y, por lo tanto, el gobierno exige que el español se enseñe en todos los centros de secundaria, lo que hace que gane terreno día a día. En concreto, en 2004 el gobierno designó al español como Primera Lengua Extranjera (EPLE, SAFFL en inglés), iniciada en marzo de 2005.
Las normativas del gobierno actual requieren que el español se enseñe a todos los estudiantes de nivel secundario, logrando así que en un plazo de cinco años (hacia 2010) el 30 % de los empleados públicos sean competentes en dicho idioma.
Se documenta en textos antiguos la existencia de una pequeña comunidad hispanohablante relictica hasta el siglo XX en algunos puntos de la isla, pero puede tratarse de una afirmación filohispánica ocasionada por el conocimiento del idioma por parte de los habitantes debido a las relaciones comerciales con Venezuela.
Asimismo, el país es hogar de una notable y creciente comunidad hispanohablante, principalmente venezolana, de aproximadamente unas 60 000 personas.